# Le Chapeau magique
Le Chapeau magique est un épisode de la série télévisée d'animation Les Simpson. Il s'agit du quinzième épisode de la vingt-huitième saison et du 611e épisode de la série. Il est diffusé pour la première fois le 19 février 2017 aux États-Unis.

## Synopsis
Un jour de vacances à la plage, la famille Simpson se divertit et les enfants achètent des souvenirs. Bart obtient une décalcomanie intitulée "Bad to the Bones" ("Mauvais jusqu'à la moelle") qu'il perd aussitôt au contact de l'eau salée. Pour sa part, Lisa fait l'acquisition d'un superbe chapeau qui lui vaut l'attention de tous et semble même lui attirer de la chance. Jaloux et dépité, Bart profite de ce que sa sœur est endormie sur le trajet du retour pour jeter le couvre-chef par la fenêtre de la voiture. Toutefois, la vue de Lisa, rendue inconsolable par la perte de son chapeau porte-bonheur, rend Bart très vite mal à l'aise. Sa culpabilité prend à ses yeux la forme d'un monstre qui ne cesse de grandir au fil du temps et rend son quotidien de plus en plus inconfortable... à moins que sa faute ne soit réparée.
De son côté, Homer veut s'entraîner aux Échecs pour enfin battre son père. 

## Invités
- Magnus Carlsen : lui-même

## Réception
Lors de sa première diffusion l'épisode a attiré 2,44 millions de téléspectateurs.